# Timarni
Timarni (o Timurni) è una suddivisione dell'India, classificata come nagar panchayat, di 19.178 abitanti, situata nel distretto di Harda, nello stato federato del Madhya Pradesh. In base al numero di abitanti la città rientra nella classe IV (da 10.000 a 19.999 persone).

## Geografia fisica
La città è situata a 22° 22' 0 N e 77° 13' 0 E e ha un'altitudine di 308 m s.l.m..

## Società

### Evoluzione demografica
Al censimento del 2001 la popolazione di Timarni assommava a 19.178 persone, delle quali 10.089 maschi e 9.089 femmine. I bambini di età inferiore o uguale ai sei anni assommavano a 2.684, dei quali 1.387 maschi e 1.297 femmine. Infine, coloro che erano in grado di saper almeno leggere e scrivere erano 14.001, dei quali 8.162 maschi e 5.839 femmine.